# Acalolepta brunnea
Acalolepta brunnea är en skalbaggsart som först beskrevs av Stefan von Breuning 1955.  Acalolepta brunnea ingår i släktet Acalolepta och familjen långhorningar. Inga underarter finns listade i Catalogue of Life.